# Cobbe-Porträt

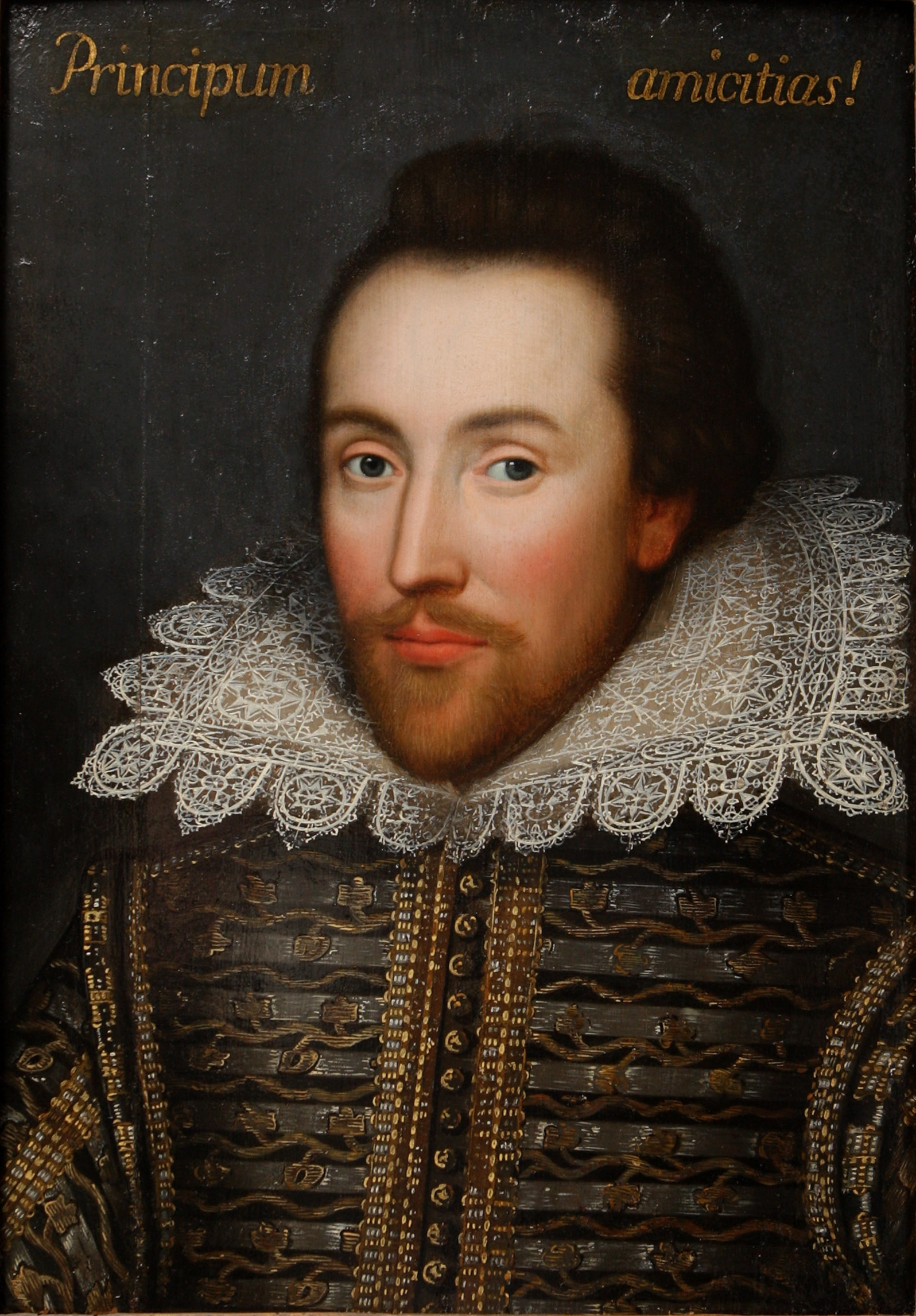
Sogenanntes Cobbe-Porträt, um 1610

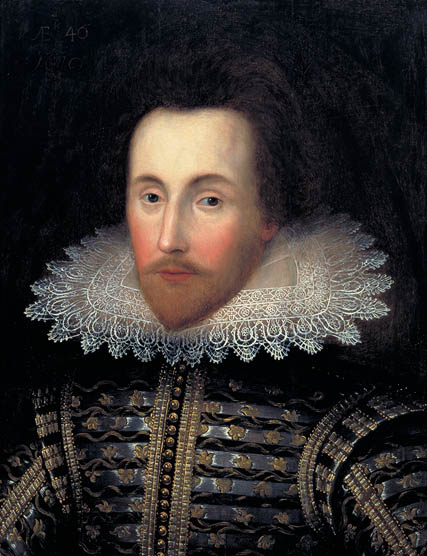
Janssen-Porträt in der Folger Shakespeare Library

Das so genannte Cobbe-Porträt ist ein Gemälde aus dem 17. Jahrhundert eines unbekannten Künstlers. Die Identität des Porträtierten ist unbekannt. Nach Meinung des Shakespeare-Forschers Stanley Wells soll es sich um William Shakespeare handeln.
Nach Wells sei es „mit großer Wahrscheinlichkeit“ das einzige erhaltene Gemälde, das zu Shakespeares Lebzeiten entstand. Benannt wurde es nach der Familie Cobbe, in deren Besitz es sich seit mehr als 300 Jahren befindet. Die beiden Porträts, die bislang als einzige authentische Abbilder Shakespeares galten, sind der sogenannte „Droeshout-Stich“ auf der Frontseite der ersten Gesamtausgabe der Werke Shakespeares (1623 First Folio), sowie die Büste in der Holy Trinity Church seines Heimatortes Stratford-upon-Avon (etwa 1623, im 18. Jahrhundert erneuert).
Die Familie Cobbe war lange davon ausgegangen, das Gemälde zeige den Seefahrer Walter Raleigh, dessen Name auch auf die Rückseite des Bildes geschrieben wurde. Bei einem Besuch der Folger Shakespeare Library fiel Alec Cobbe die Ähnlichkeit mit dem dort ausgestellten sogenannten Janssen-Porträt auf und er kontaktierte den Vorsitzenden des Shakespeare Birthplace Trust, Stanley Wells. Daraufhin durchgeführte Röntgen- und Infrarotuntersuchungen ergaben, dass das Cobbe-Porträt etwa aus dem Jahr 1610 stammt, als Shakespeare 46 Jahre alt war. Es existieren drei Kopien dieses Gemäldes, was nach Ansicht von Wells darauf hindeutet, dass es sich bei dem Dargestellten um eine berühmte Person gehandelt habe. Zudem stammten viele Gemälde der Cobbe-Sammlung aus dem Nachlass des Dritten Earl of Southampton, Henry Wriothesley, darunter auch ein weiteres Porträt, das den Grafen darstellen soll. Die Verbindung zwischen dem Gemälde und dem Earl, der ein Patron Shakespeares war, legten nahe, dass es früher sein Eigentum gewesen sei.
Die Zuschreibung wird von vielen Forschern allerdings mit Skepsis gesehen, was nicht zuletzt an der geringen Ähnlichkeit zwischen dem Cobbe-Porträt und dem als authentisch eingestuften Droeshout-Stich liegt. Tarnya Cooper von der National Portrait Gallery hält es für wahrscheinlicher, das Porträt zeige den Dichter Thomas Overbury, was inzwischen auch vom Janssen-Porträt vermutet wird.

## Belege
1. ↑  Gina Thomas: Ein Bild von einem Shakespeare. In: Frankfurter Allgemeine Zeitung, 9. März 2009.
2. ↑  That’s No Lady, That’s…. In: The Guardian, 21. April 2002.
3. ↑  Jetzt sieht William Shakespeare viel zu gut aus. In: Die Welt, 11. März 2009.
4. ↑  Katherine Duncan-Jones: Shakespeare Unfound(ed)? (Memento des Originals vom 2. Juli 2009 im Internet Archive)  Info: Der Archivlink wurde automatisch eingesetzt und noch nicht geprüft. Bitte prüfe Original- und Archivlink gemäß Anleitung und entferne dann diesen Hinweis. In: The Times, 18. März 2009.